# Koninklijk Huisarchief (Nederland)

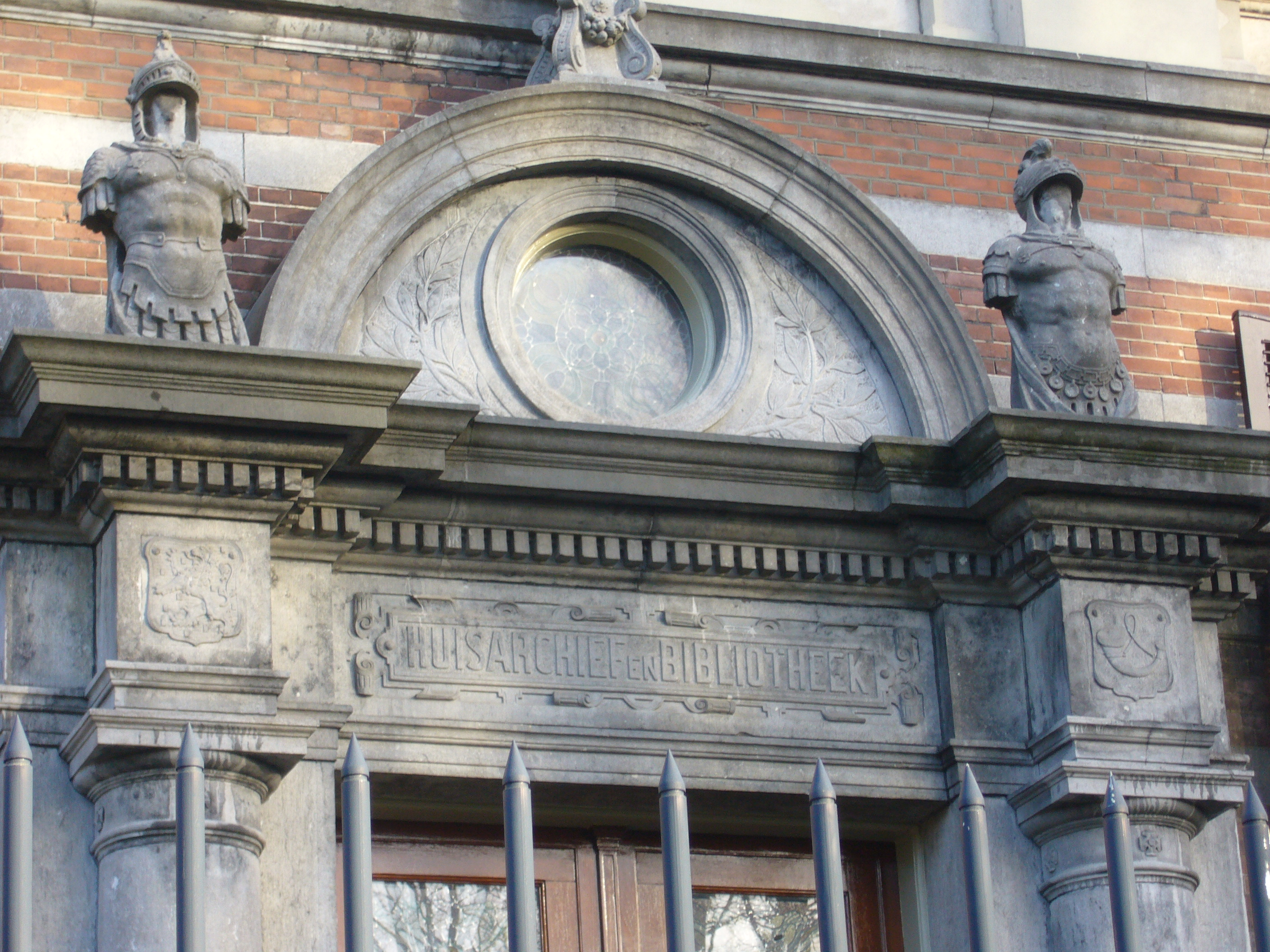
Detail voorgevel boven hoofdingang met de inscriptie: 'Huisarchief en Bibliotheek'

Het Koninklijk Huisarchief is het huisarchief van het Nederlandse Koninklijk Huis. Met de benaming kan ook het gebouw in Den Haag waarin het is gevestigd worden aangeduid. Het particulier archief is deel van de Dienst van het Koninklijk Huis. Het huisarchief bestaat als zodanig sinds 1825.

## Geschiedenis
Koning Willem I bepaalde in een Koninklijk Besluit van 22 mei 1825 No. 131, dat de geheel ongeordende gedeeltelijk eeuwenoude archieven van de aan elkaar verwante vorstelijke families Nassau-Breda, sinds 1530 prinsen van Orange, Nassau-Dietz en Oranje-Nassau, die in kisten in Huis ten Bosch en het Kabinet des Konings waren gedeponeerd, moesten worden geordend. Het ging onder andere om het archief van de Nassause Domeinraad, die de zaken betreffende de Duitse bezittingen had bewaard. De koning stelde Maximiliaan Louis van Hangest d'Yvoy en Charles Frédéric (eigenlijk Karel Frederik) baron Sirtema van Grovestins aan tot commissaris met de titel "Commissarissen belast met het toezicht over het Koninklijk Huisarchief". Het besluit spreekt voor het eerst van een "Koninklijk Huisarchief". In het KB is sprake van "bescheiden betreffende Koninklijk Huis en de vroegere staatsaangelegenheden". Het Koninklijk Besluit werd niet gecontrasigneerd door een minister. Het verkreeg daarom geen kracht van wet en is een Hofbesluit. De eigendom van de archieven werd in het besluit niet genoemd.
De feitelijke leiding kwam op 29 oktober 1831 in handen van de secretaris van het Kabinet des Konings Guillaume Groen van Prinsterer. In 1828 stelden de commissarissen voor om de "gewichtigste stukken" uit te gaan geven. De koning stelde geld beschikbaar om de stukken, met name de brieven van hemzelf, Jan VI van Nassau-Dillenburg, Frederik Hendrik van Oranje, Johan Maurits van Nassau-Siegen en koning-stadhouder Willem III van Oranje van 1672 tot de Vrede van Nijmegen uit te geven.
Het Koninklijk Huisarchief in de huidige vorm werd ingesteld tijdens en na het tweede regentschap van koningin-regentes en koningin-moeder Emma (1858-1934), teneinde de huisarchieven, de bibliotheek en de verschillende verzamelingen van de koninklijke familie voortaan centraal te kunnen beheren.
In 1855 had koning Willem III het voormalige woonhuis van Fagel gekocht aan het Noordeinde 138-140. Daarin kwam het Koninklijk Huisarchief en de administratie van het kroondomein terecht. De ruimten werden echter te klein en ongeschikt. Een verhuizing na het overlijden van Willem III naar de Gotische Zaal van Paleis Kneuterdijk kwam vanwege de slechte bouwkundige constructie niet in aanmerking. Daarop werd besloten om nieuwbouw te plegen waarvoor grond direct aan de westkant van het Paleis Noordeinde in eigendom werd verworven. 
Met de bouw van het nieuwe onderkomen voor het Koninklijk Huisarchief werd in 1895 of 1896 begonnen. Emma haalde de kosten uit het vermogen van haar dochter koningin Wilhelmina. De Raad van Voogdij, die belast was met de opvoeding van Wilhelmina en daarmee ook met haar uitgaven, gaf alleen zijn goedkeuring voor de bouw van een nieuw huisarchief, maar was faliekant tegen het door Wilhelmina laten betalen van nieuwbouw voor de Koninklijke Huisbibliotheek, die zich tot dan in Paleis Noordeinde in Den Haag bevond. Emma wilde de bibliotheek daar kwijt, omdat hij relatief veel ruimte in beslag nam. Het alternatief van Emma, de Gotische Zaal, kwam dus niet in aanmerking. De raad stelde daarop voor om de bibliotheekverzameling te decimeren en alleen die boeken over te houden die daadwerkelijk voor Wilhelmina geschikt waren. De bibliotheek zou dan volgens de voogdijraad in het paleis gehandhaafd kunnen blijven. 
Uiteindelijk werd er toch een vleugel bij de nieuwbouw van het Koninklijk Huisarchief aangebouwd, maar dat gebeurde pas in een tweede bouwfase vanaf 1 december 1897. De kosten werden pas voldaan nadat de Raad van Voogdij op 31 augustus 1898 was opgeheven. In 1900 werden de bouwwerkzaamheden afgerond.
Tijdens de Tweede Wereldoorlog had de Duitse bezettende macht in Nederland plannen om het Koninklijk Huisarchief aan de Staat der Nederlanden te verkopen. Die zou dan de verzameling moeten gaan beheren. Het Koninklijk Huisarchief zou dan een "soort dependance" worden van het Algemeen Rijksarchief. De miniaturenverzameling, alsook andere kostbaarheden en 135 strekkende meter archieven werden tijdens de Duitse bezetting ter bewaring gesteld in schuilkelders en in een bankkluis in Den Helder. In februari 1943 werden vijfduizend archiefstukken naar het Staatsarchief in het Duitse Wiesbaden gebracht. De Nassause archiefstukken van vóór 1568 verdwenen naar onbekende bestemming. Dat bleek het bij de Duitse plaats Koblenz gelegen negentiende-eeuwse Fort Ehrenbreitstein te zijn. Daar werden ze in 1945 teruggevonden.

### Gebouw
Voor de huisvesting van het Koninklijk Huisarchief werd een vrijstaand asymmetrisch pand gebouwd in de stijl van de internationale neorenaissance. Koningin Wilhelmina metselde op 30 oktober 1896 een gedenksteen in de noordwand in aanbouw. Op de steen staat de inscriptie: "Hare Majesteit Koningin Wilhelmina plaatste dezen steen in tegenwoordigheid van Hare Majesteit Koningin Emma, Regentes van het Koninkrijk, bij den bouw van het Koninklijk Huisarchief, 30 october 1896". Een jaar later werd de bouw van het archiefgedeelte voltooid en zich sindsdien in de tuin van Paleis Noordeinde bevindt. Het gebouw is een ontwerp van jhr. ir. Jacob Pompejus Ernst Hoeufft van Velsen (1842-1910), intendant der Koninklijke Paleizen, die rijksbouwmeester en bouwkundig adviseur van het Koninklijk Huis was geweest. De bibliotheekaanbouw gaf het pand een symmetrisch aanzicht. 
In de gevel bevindt zich beeldhouwwerk van uit Frankrijk afkomstige Escauzijnse natuursteen van de firma Civet, Crouet, Gautier et Cie uit Parijs. Aan beide zijden van de hoofdingang bevindt zich een Toscaanse muurzuil. Daarboven dragen twee torso's een wapenrusting met helm. Boven de hoofdingang bevindt zich het opschrift 'Huisarchief en Bibliotheek'. Het pand heeft een mansardedak. De zijvleugels zijn lager dan het middelpaviljoen, dat drie vensterassen breed is en een souterrain bevat. 
Het gebouw werd in 1997 gerenoveerd. Van 1995 tot 1998 werd bij het archiefgedeelte een nieuw ondergronds depot aangelegd dat twee verdiepingen kreeg en vanuit het Koninklijk Huisarchief te bereiken is middels een lift en een trap. Sinds 1993 is het gebouw een rijksmonument. Het wordt gewaardeerd voor de cultuurhistorische waarde, vanwege de functie als archief en bibliotheek van het Koninklijk Huis. Daarnaast wordt het gezien als waardevol in verband met de geschiedenis van de bouwkunst en als typisch voorbeeld. Waardevol, als gaaf bewaard gebleven voorbeeld van archiefbouw uit het eind van de 19e eeuw.
Eigenaar van het gebouw van het Koninklijk Huisarchief is de in 1972 door koningin Juliana (1909-2004) opgerichte Stichting Historische Verzamelingen van het Huis Oranje-Nassau. Juliana schonk in 1992 het gebouw en de grond waarop het ligt aan de stichting, vergezeld van een geldbedrag waarmee in de jaren negentig een deel van de restauratie van het gebouw bekostigd werd. Het archiefmateriaal van het Koninklijk Huisarchief is eigendom van de in 1968 door Juliana opgerichte Stichting Archief van het Huis Oranje-Nassau, die door de kroondrager bestuurd wordt.
Het Rijksmuseum in Amsterdam en het museum Paleis Het Loo in Apeldoorn hebben delen van de verzameling van het huisarchief in bruikleen.

## Collecties

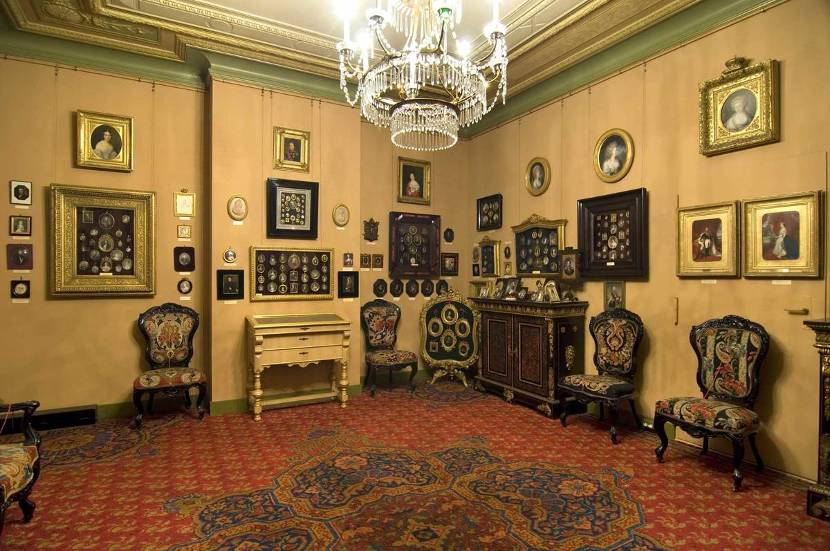
Miniaturenkamer in het Koninklijk Huisarchief

#### Persoonlijke archieven
In het huisarchief worden de persoonlijke archieven van de koninklijke familie bewaard, waarvan de oudste stukken uit de dertiende eeuw dateren. Een voorbeeld is de Prima divisio uit 1255. Daarnaast omvat de collectie kaarten en handschriften. De persoonlijke archieven kunnen in beginsel voor onderzoek worden geraadpleegd, maar stukken uit de twintigste eeuw zijn meestal niet vrijgegeven. Een overzicht van de inhoud van de archieven werd in 1992 gepubliceerd.
In een uitspraak op 1 november 2006 van de Raad van State is in hoogste instantie vastgesteld dat het huisarchief niet onder de Archiefwet of de Wet Openbaarheid van Bestuur valt. Men kan inzage in stukken dan ook niet afdwingen zoals dat bij het Rijksarchief en archieven van de overheden mogelijk is. Het archief is een privé-instelling en de inhoud is particulier bezit.

#### Bibliotheek
Met de bibliotheek van het huisarchief werd begonnen na de terugkeer van de latere koning Willem I in Nederland in 1813. Hier wordt het boekenbezit van de Oranjes en koning Lodewijk Napoleon bewaard (met uitzondering van de stadhouderlijke boekenverzameling, die in de Koninklijke Bibliotheek in Den Haag is te vinden). Ook omvat de collectie een verzameling bladmuziek vanaf ongeveer 1750. De bibliotheek van het huisarchief, die op afspraak voor publiek toegankelijk is, wordt regelmatig door aankopen uitgebreid, met name over historische en kunsthistorische onderwerpen.

#### Documentaire verzamelingen
Tot dit deel van de collectie van het huisarchief behoort een groot aantal foto's, deels bijeengebracht in albums. Hiertoe behoren zowel portretfoto's als foto's van verblijven van de koninklijke familie. Verder worden er onder meer topografische prenten en tekeningen, prentbriefkaarten en krantenknipsels bewaard.

#### Koninklijke verzamelingen
De kunstcollectie van de Oranjes omvat een groot aantal aquarellen, schilderijen, sculpturen, geschenken en (kunst)historisch waardevolle objecten. Ook een omvangrijke verzameling portretminiaturen is hiervan onderdeel, waarvoor de kiem werd gelegd door de Britse koningin Mary (1662-1695), de vrouw van koning-stadhouder Willem III (1650-1702). Deze deelcollectie wordt als een van de best bewaarde ter wereld beschouwd. Ze werd in 1993 beschreven in een catalogus. Tot de koninklijke verzameling behoren verder onder andere waaiers, zilverwerk, voorwerpen die betrekking hebben op Nederlands-Indië en andere voormalige Nederlandse koloniën, glaswerk, prenten, keramiek, poppen en ander kinderspeelgoed, memorabilia en gedenkpenningen, objecten die betrekking hebben op (de geschiedenis van) de Dienst van het Koninklijk Huis, historische wapens en textiel (waaronder de kantcollectie van koningin Emma).

## (Virtuele) Tentoonstellingen
Jaarlijks werken de Koninklijke Verzamelingen mee aan tientallen tentoonstellingen in binnen- en buitenland zodat de beheerde collecties voor een groot publiek zichtbaar zijn. De instelling is een van de grootste bruikleengevers van Nederland. 
Het familiemuseum van het Koninklijk Huisarchief is op aanvraag te bezoeken voor groepen belangstellenden. 
Op de website van de Koninklijke Verzamelingen en op de website van het Koninklijk Huis zijn doorlopend virtuele tentoonstellingen en themateksten rond voorwerpen uit het Koninklijk Huisarchief en de door hen beheerde collecties te zien. De eerst genoemde website is samengesteld en wordt onderhouden door de Stichting Historische Verzamelingen van het Huis Oranje-Nassau.

## Directeuren en archivarissen
- 1825-1831: Maximiliaan Louis van Hangest baron d'Yvoy en Charles Frédéric baron Sirtema van Grovestins, als commissarissen
- 1831-1871: Guillaume Groen van Prinsterer
- 1871-1891: Arnold Mansfeldt, archivaris
- 1891-1901: Albert Carel baron Snouckaert van Schauburg
- 1902-1903: François de Bas, waarnemend
- 1903-1928: Frederik Jan Louis Krämer
- 1928-1944: Nicolas Japikse
- 1944-1945: Nicolas Japikse, waarnemend
- 1945-1963: jhr. Pieter Feyo Onno Rembt Sickinghe
- 1963-1966: Jacob Jan Lodewijk baron van Lynden, waarnemend
- 1966-1972: Egbert Pelinck
- 1972-1973: Jacob Jan Lodewijk baron van Lynden, waarnemend
- 1973-1982: L. van Dorp
- 1982-2003: Bernard Woelderink
- 2003-2019: Ph.C.B. (Flip) Maarschalkerweerd
- 2019-heden: Claudia Hörster